# Горностаї
Горностаї гербу Гіпоцентавр — боярський, потім шляхетський рід Великого Князівства Литовського, пізніше — Речі Посполитої.

## З історії роду
Рід Горностаїв походив з київського Полісся. Шимон Окольський виводив корені родини від київських князів Олельковичів. Ця версія, як і багато інших родових легенд, з'явилась на зламі XVI—XVII століття, проте прямих і переконливих підтверджень немає. Рід мав великий вплив на політичне життя Київської землі як за часів князів Олельковичів, так і після ліквідації Київського князівства. Засновником лінії, яка пізніше називалась Горностаями, вважається Горностай Остафій Романович. Перша згадка про нього датується 1454 роком, коли він отримав від короля Казимира IV привілей на володіння Дідятковичами. Сто років по тому, у 1554 році, Іван Остафійович Горностай отримує від короля Сигізмунда II Августа право використовувати герб Гіпокентавр, який стає родовим гербом Горностаїв. До цього Горностаї використовували герб Радван Подвійний своїх предків з боярського роду Волчковичів. 
Рід Горностаїв здавна сповідував православ'я, його представники були занесені до Пом'яника Києво-Печерського монастиря. Проте, частина представників роду протягом другої половини XVI—XVII століття почали сповідувати кальвінізм майже одразу з появою його в країні. Одним з центрів, звідки поширювалося вчення на українські землі, було місто Вільно. Пізніше Самійло Горностай заснував 2 громади у Київському воєводстві. Розвиток кальвінізму тут набув настільки значного розмаху, що на нього мусив реагувати майбутній митрополит Київський, архімандрит Києво-Печерського монастиря Петро Могила. Йому часто доводилося стикатися з Горностаями, оскільки землі монастиря та Київської митрополії безпосередньо межували з їхніми володіннями. Попри меценатську підтримку церкви, представники роду Горностаїв завжди залишались світськими діячами. 
Рід Горностаїв згас в середині XVII століття. Єдиний син Самійла Горностая Михайло, який успадкував титул, помер бездітним у 1637 році. Остання відома представниця з роду Горностаїв Єлизавета Самійлівна померла у 1651 році. Її син Самійло-Кшиштоф ймовірно є представником роду Дрогойовських.

## Представники
- ?
  - Роман Івашкович
    - Остафій Романович (? — 1503) — державний та військовий діяч, урядник Великого князівства Литовського, староста овруцький
      - Іван Остафійович (? — 1558) — державний діяч, урядник Великого князівства Литовського
        - Єрмоген Іванович (? — після 1553) — державний діяч, урядник Великого князівства Литовського.
        - Іван Іванович (? — 1569) — державний та військовий діяч Великого князівства Литовського, дружина — Юліанна Боговитинівна
        - Остафій Іванович (? — після 1577) — політичний діяч Речі Посполитої, дружина — Олена, донька князя Івана Чорторийського
          - Олександр Остафійович (? — після 1598)

        - Гаврило Іванович (1515—1587) — державний діяч Великого князівства Литовського, Речі Посполитої, дружина — Барбара з Лаських
          - Єронім Гаврилович (бл. 1540—1600) — політичний діяч Речі Посполитої, дружина — Беата Лясота
            - Самійло Єронімович (? — 1618) — політичний діяч Речі Посполитої, дружина — Теофіля з Горайських
              - Михайло Самійлович (? — 1637) — політичний діяч Речі Посполитої, дружина — Зофія Опалінська
              - Анна Самійлівна (? — 1639) — кальвіністська діячка Речі Посполитої, дружина Рафала Лещинського
              - Єлизавета Самійлівна (? — після 1651) — кальвіністська діячка Речі Посполитої, дружина Андрія Дрогойовського

            - Барбара Єронімівна, дружина Станслава Йордана
            - Анна Єронімівна, дружина: 1) князя Олександра Порицького; 2) Криштофа Харлецького
            - Ізабелла Єронімівна, дружина: 1) Якуба Чєшановського; 2) Сигізмунда Стадніцького; 3) Єроніма Зборовського

          - Зофія Гаврилівна, дружина Адама Тальвоша, старости динабурзького

        - Анастасія Іванівна (? — після 1563), дружина: 1) князя Григорія Сангушки-Ковельського; 2) Філона Семеновича Кміти
        - Ганна Іванівна, дружина 1) Богдана Епімаха; 2) Юрія Якубовича Гордини
        - Олена Іванівна, дружина Петра Дмитровича Корсака, державця оршанського
        - Євгеня Іванівна, дружина Юрія Ходкевича, стольника литовського
        - донька (імя невідоме), дружина князя Лева Полубенського

      - Оникій Остафійович (раніше 1517 — після 1567) — шляхтич Великого князівства Литовського
        - Богдана Оникіївна, дружина князя Івана Крошинського
        - Фрідерик Оникійович (? — 1576) — державний діяч, урядник Речі Посполитої

      - Власій Остафійович (? — після 1536), писар литовський
        - Лаврін Власійович (? — після 1559)
        - Власій Власійович (? — 1585)

      - Фенна Остафіївна

## Родовід
|                 |                 |                 |                 |                 |                 |  |  |                   |                   |                   |                   |                   |                   |  |  |        |        |        |        |        |        |  |  | Гаврило  | Гаврило  | Гаврило  | Гаврило  | Гаврило  | Гаврило  |  |  | Єронім | Єронім | Єронім | Єронім | Єронім | Єронім |  |  | Самійло | Самійло | Самійло | Самійло | Самійло | Самійло |  |  | Михайло   | Михайло   | Михайло   | Михайло   | Михайло   | Михайло   |
|                 |                 |                 |                 |                 |                 |  |  |                   |                   |                   |                   |                   |                   |  |  |        |        |        |        |        |        |  |  | Гаврило  | Гаврило  | Гаврило  | Гаврило  | Гаврило  | Гаврило  |  |  | Єронім | Єронім | Єронім | Єронім | Єронім | Єронім |  |  | Самійло | Самійло | Самійло | Самійло | Самійло | Самійло |  |  | Михайло   | Михайло   | Михайло   | Михайло   | Михайло   | Михайло   |
|                 |                 |                 |                 |                 |                 |  |  |                   |                   |                   |                   |                   |                   |  |  | Іван   | Іван   | Іван   | Іван   | Іван   | Іван   |  |  | Іван     | Іван     | Іван     | Іван     | Іван     | Іван     |  |  |        |        |        |        |        |        |  |  |         |         |         |         |         |         |  |  | Анна      | Анна      | Анна      | Анна      | Анна      | Анна      |
|                 |                 |                 |                 |                 |                 |  |  |                   |                   |                   |                   |                   |                   |  |  | Іван   | Іван   | Іван   | Іван   | Іван   | Іван   |  |  | Іван     | Іван     | Іван     | Іван     | Іван     | Іван     |  |  |        |        |        |        |        |        |  |  |         |         |         |         |         |         |  |  | Анна      | Анна      | Анна      | Анна      | Анна      | Анна      |
| Роман Івашкович | Роман Івашкович | Роман Івашкович | Роман Івашкович | Роман Івашкович | Роман Івашкович |  |  | Остафій Горностай | Остафій Горностай | Остафій Горностай | Остафій Горностай | Остафій Горностай | Остафій Горностай |  |  |        |        |        |        |        |        |  |  | Єрмоген  | Єрмоген  | Єрмоген  | Єрмоген  | Єрмоген  | Єрмоген  |  |  |        |        |        |        |        |        |  |  |         |         |         |         |         |         |  |  | Єлизавета | Єлизавета | Єлизавета | Єлизавета | Єлизавета | Єлизавета |
| Роман Івашкович | Роман Івашкович | Роман Івашкович | Роман Івашкович | Роман Івашкович | Роман Івашкович |  |  | Остафій Горностай | Остафій Горностай | Остафій Горностай | Остафій Горностай | Остафій Горностай | Остафій Горностай |  |  |        |        |        |        |        |        |  |  | Єрмоген  | Єрмоген  | Єрмоген  | Єрмоген  | Єрмоген  | Єрмоген  |  |  |        |        |        |        |        |        |  |  |         |         |         |         |         |         |  |  | Єлизавета | Єлизавета | Єлизавета | Єлизавета | Єлизавета | Єлизавета |
|                 |                 |                 |                 |                 |                 |  |  |                   |                   |                   |                   |                   |                   |  |  |        |        |        |        |        |        |  |  | Остафій  |          |          |          |          |          |  |  |        |        |        |        |        |        |  |  |         |         |         |         |         |         |  |  |           |           |           |           |           |           |
|                 |                 |                 |                 |                 |                 |  |  |                   |                   |                   |                   |                   |                   |  |  |        |        |        |        |        |        |  |  |          |          |          |          |          |          |  |  |        |        |        |        |        |        |  |  |         |         |         |         |         |         |  |  |           |           |           |           |           |           |
|                 |                 |                 |                 |                 |                 |  |  |                   |                   |                   |                   |                   |                   |  |  | Оникій | Оникій | Оникій | Оникій | Оникій | Оникій |  |  | Фрідерик | Фрідерик | Фрідерик | Фрідерик | Фрідерик | Фрідерик |  |  |        |        |        |        |        |        |  |  |         |         |         |         |         |         |  |  |           |           |           |           |           |           |
|                 |                 |                 |                 |                 |                 |  |  |                   |                   |                   |                   |                   |                   |  |  | Оникій | Оникій | Оникій | Оникій | Оникій | Оникій |  |  | Фрідерик | Фрідерик | Фрідерик | Фрідерик | Фрідерик | Фрідерик |  |  |        |        |        |        |        |        |  |  |         |         |         |         |         |         |  |  |           |           |           |           |           |           |